# Auguste Debay
Auguste Debay (geboren am 28. Oktober 1802 in Clermont-Ferrand; gestorben am 28. Februar 1890) war ein französischer Mediziner und Schriftsteller.
Nach seinem Dienst als Militärarzt in Algerien kehrte Debay nach Frankreich zurück und verfasste ab 1840 eine Reihe von populären Büchern zu Themen der Hygiene, der Gesundheit, der Lebensführung, der Kosmetik und der Esoterik, die teilweise äußerst erfolgreich waren. So erlebte sein 1844 erschienenes Buch Hygiène du mariage (Ehehygiene) bis 1888 nicht weniger als 173 Auflagen. Hans Peter Duerr schreibt dieser Schrift Debays einen erheblichen Einfluss auf die Ansichten des zeitgenössischen Lesepublikums zu Ehe und Sexualität zu. Manche Sichtweisen Debays wirken dabei durchaus modern, zum Beispiel führt er die sexuelle Erregung und damit den Orgasmus bei der Frau in erster Linie auf die Reizung der Klitoris, des erektilen Gewebes der Vagina und der kleinen Schamlippen zurück.
Debays Werke wurden auch (teilweise mehrfach) ins Deutsche übersetzt. Politisch galt er als liberal und antiklerikal eingestellt. Die katholische Kirche nahm Anstoß an seinem Werk Philosophie du mariage, das 1849 durch die Glaubenskongregation auf den Index gesetzt wurde.

## Bibliografie
- L'ombre de Léonidas à Fabvier. 1828, Digitalisat auf Gallica.
- Hypnologie : du sommeil et des songes au point de vue physiologique, somnambulisme, magnétisme, extase, hallucination, exposé d'une théorie du fluide électro-sympathique. 1843, Digitalisat auf Gallica.
- Hygiène du mariage. 1844. Spätere Auflagen als: Hygiène et physiologie du mariage : histoire naturelle et médicale de l'homme et de la femme mariés, dans ses plus curieux détails : théorie nouvelle de la génération humaine, stérilité, impuissance, imperfections physiques : moyens de les combattre, hygiène spéciale de la femme enceinte et du nouveau-né. Digitalisat der Ausgabe von 1873.
  - Deutsch: Der Mensch und die Ehe : Gesundheitslehre und Physiologie derselben : Natur- und ärztliche Geschichte des Mannes und der Frau in ihren merkwürdigsten Einzelheiten : Neue Theorie über die Erzeugung des Menschen, über Unfruchtbarkeit, Unvermögen, physische Unvollkommenheiten und die Mittel ihnen abzuhelfen : Besonderer Theil: Die schwangere Frau und das Neugeborene. Übersetzt von Ludwig Hauff. Buchner, Bamberg 1871.
  - Weitere Übersetzung: Physiologie und Hygiene des Ehelebens : Medizinische und naturgeschichtliche Darstellung von Mann und Weib in der Ehe. Nebst einer Hygiene der schwangeren Frau und des Neugeborenen. Nach der 140. Auflage des französischen Originals ins Deutsche übersetzt. A. H. Fried & C., Berlin & Leipzig 1894.
- Les mystères du sommeil et du magnétisme : explication des prodiges qu'offre cet état de la vie humaine. 1844, Digitalisat.
  - Deutsch: Die Geheimnisse des Schlafes und des Magnetismus : Enthüllung der wunderbaren Ursache, welche dieser Zustand im menschlichen Leben bewirkt. Dirnböck und Mühlfeith, Gratz 1852. Nachdruck: Aurum, Freiburg i. Br. 1978, ISBN 3-591-08082-9. Neuausgabe: Die Mysterien des Schlafes und Magnetismus. 3 Bde. Berlin, Georgi:
    - Bd. 1: Die Wunder des Schlafes. 1909.
    - Bd. 2: Die Wunder des Magnetismus. 1909.
    - Bd. 3: Die Wunder der Sinnestäuschungen. 1910.
- Histoire des métamorphoses humaines et des monstruosités ; stérilité ; impuissance ; procréation des sexes ; calligénésie. 1845. Auch als: Histoire des métamorphoses humaines, des monstruosités, et de tous les phénomènes curieux et bizarres qu'offre la vie de l'homme. 1846, Digitalisat. Später auch als: Histoire naturelle de l'homme et de la femme depuis leur apparition sur le globe terrestre jusqu'à nos jours : race humaine primitive, ses métamorphoses en races-types et variétés de race, suivie des anomalies organiques, bizarreries et monstruosités : explication des phénomènes les plus extraordinaires qu'offre l'économie humaine, depuis la naissance jusqu'à la mort, cas rares […]. 1858.
- De la fièvre typhoïde et de sa guérison. 1846, Digitalisat.
- Hygiène de la beauté, résumé de tous les moyens hygiéniques propres à conserver, à développer la beauté du corps et à remédier aux imperfections naturelles ou acquises. 1846, Digitalisat. Später als: Hygiène générale de la beauté humaine, spécialement chez la femme, de son perfectionnement, de sa conservation et des moyens de prévenir ou de combattre sa dégradation : alimentation, nutrition localisée, gymnastique, physiognomoni. 1851, Digitalisat.
- Les vivants enterrés et les morts ressuscités : considérations physiologiques sur les morts apparentes et les inhumations précipitées. 1846, Digitalisat auf Gallica.
- Hygiène complète des cheveux et de la barbe. 1849. Später auch als: Hygiène médicale des cheveux et de la barbe : comprenant l'histoire des diverses maladies du cuir chevelu des bulbes et follicules pileux considérées comme cause de calvitie leur traitement, leur guérison de la trikogénie ou art de regénérer les cheveux analyse chimique de toutes les teintures pileuses usitées jusqu'à ce jour leurs inconvénients et leurs dangers découverte du mélanogène ou teinture hygiénique exempte de tous dangers, d'une application facile et donnant les plus beaux résultats. Digitalisat der Ausgabe von 1854.
- Philosophie du mariage : Histoire de l'homme et de la femme mariés, dans leurs rapports physiques et moraux : Études sur l'amour, le bonheur, la fidélité, les antipathies conjugales. Jalousie. Adultère. Divorce. Célibat civil et religieux. 1849.
  - Deutsch: Die Philosophie des Ehelebens. Steinitz, Berlin 1895. Neuausgabe als: Das Eheleben. Steinitz, Berlin 1902.
- mit Pierre Choussy:  Hygiène des baigneurs, ou Exposé des propriétés hygiéniques et médicales de toutes les variétés de bains en général, et en particulier des eaux thermales de la Bourboule, près le Mont Dore. 1850, Digitalisat auf Gallica.
- Médecine du visage et hygiène de la peau, formulaire de la beauté indiquant les moyens de conserver la fraîcheur du teint et la blancheur de la peau, de combattre les diverses affections qui altèrent sa pureté, telles que dartres, éphélides, envies, taches de rousseur, boutons, rougeurs, etc., procédés simples et efficaces pour redresser les défauts et difformités du visage. 1850, Digitalisat der Ausgabe von 1879.
- Hygiène des mains et des pieds, de la poitrine et de la taille ; indiquant les moyens de conserver leur beauté, de combattre leurs vices et de redresser leurs imperfections. 1851, Digitalisat der Ausgabe von 1860.
- Hygiène de la voix, et gymnastique des organes vocaux : des divers moyens gymnastiques et médicaux propres à combattre les vices et altérations de la voix : histoire de la musique, depuis son origine jusqu'à nos jours. 1852, Digitalisat auf Gallica.
- Hygiène des baigneurs, comprenant la description de toutes les variétés de bains en général, l'indication des propriétés hygiéniques et médicales de chaque sorte de bains en particulier et de leur meilleur mode d'administration en état de santé ou de maladie […] bains cosmétiques ou de beauté, tableau indicateur des principaux établissements de bains de la ville de Paris. 1854, Digitalisat auf Gallica.
- Laïs de Corinthe (d'après un manuscrit grec) et Ninon de Lenclos : biographie anecdotique de ces deux femmes célèbres. 1855, Digitalisat der Ausgabe von 1881.
- Nouveau manuel du parfumeur-chimiste. Les parfums de la toilette et les cosmétiques les plus favorables à la beauté sans nuire à la santé, suivis d'un grand nombre de produits hygiéniques nouveaux complètement ignorés de la parfumerie. 1856.
- Les parfums de la toilette et les cosmétiques les plus favorables à la beauté sans nuire : à la santé, suivis d'un grand nombre de produits hygiéniques nouveaux complètement ignorés de la parfumerie; nouveau manuel du parfumeur-chimiste. 1856.
- Hygiène vestimentaire. Les modes et les parures chez les Français depuis l'établissement de la monarchie jusqu'à nos jours, précédé d'un curieux parallèle des modes chez les anciennes dames grecques et romaines. 1857, Digitalisat.
- Physiologie descriptive des trente beautés de la femme : analyse historique de ses perfections et de ses imperfections, tempéraments, physionomies, caractères, conseils hygiéniques, soins de toilette. 1858, Digitalisat der Ausgabe von 1879.
- Les Nuits corinthiennes, ou les Soirées de Laïs. 1859.
- Histoire des sciences occultes depuis l'antiquité jusqu'à nos jours : Tout savoir sur les arts magiques et divinatoires; secrets, mystères, évocations, apparitions sacrées et profanes; sorcellerie, sabbat et sorciers; possessions, magnétisme et magnétiseurs. 1860, Digitalisat.
- Hygiène alimentaire : histoire simplifiée de la digestion des aliments et des boissons, à l'usage des gens du monde. 1860, Digitalisat.
- Les Parfums et les fleurs. 1861, Digitalisat auf Gallica.
- Hygiène des plaisirs selon les âges, les tempéraments et les saisons. 1863, Digitalisat auf Gallica.
- Les Influences du chocolat, du thé et du café sur l'économie humaine : leur analyse chimique, leurs falsifications, leur rôle important dans l'alimentation, ouvrage faisant suite à » l'Hygiène alimentairee «. 1864, Digitalisat.
- La Vénus féconde et callipédique, théorie nouvelle de la fécondation mâle et femelle, selon la volonté des procréateurs. Calliplastie-orthopédie, ou Art de redresser les difformités du corps chez les enfants. 1871, Digitalisat der Ausgabe von 1874.
  - Deutsch: Handbuch der Kallipädie : Neue Theorie der menschlichen Fortpflanzung : Mit besonderer Berücksichtigung der Vererbung und der kallipädischen Zeugung, sowie der neueren Anschauungen über die willkürliche Bestimmung der Geschlechter : Nebst einem orthopädischen Anhang über die Kunst die Mißbildung des Körpers bei Kindern zu verhindern. Seydel, Berlin 1894.
- La cornue vivante et ses mystères, ou Le laboratoire de la vie. 1875, Digitalisat auf Gallica.
- Hygiène des douleurs : les nerfs et leur curieuse influence sur le physique et le moral, nevrothérapie ; les sens, mécanisme de leurs fonctions, anomalies, exaltation, hallucinations, perversions sensorielles, cas rares, hygiène des sens. 2. Aufl. 1877, Digitalisat auf Gallica.
- Hygiene et physiologie de l'amour chez les deux sexes, aphrodisie et anaphrodisie, les deux poles de l'amour, conseils utiles : hermaphrodisme et hermaphrodites dans l'espece humaine faits curieux erreurs graves a leur sujet. 1879, Digitalisat auf Gallica.
- Physiologie des facultés intellectuelles, à la portée des gens du monde : la nature et l'univers, temps primordiaux, formation et composition de notre planète. 2. Aufl. 1882, Digitalisat auf Gallica.